# Эслинген-ам-Неккарский троллейбус
Эслинген-ам-Неккарский троллейбус - Троллейбусная система города Эслинген-ам-Неккар, является одной из трёх, на данный момент, функционирующих троллейбусных систем в Германии наряду с Золингеном и Эберсвальде, оперируется компанией SVE (Städtischen Verkehrsbetrieb Esslingen am Neckar) и на данный момент насчитывает 12 действующих транспортных средств, длина сети составляет 20,6 км.
До Введения троллейбуса в эксплуатацию в городе проходила трамвайная ветка с 1912 по 1944 год, планы о замене трамвайной системы на троллейбусную были представлены на утверждение в 1939 году, и 2-го ноября 1940 года было предоставлено разрешение на замену трамвайной сети на троллейбусную.
10-го июля 1944 года были запущены маршруты 31 и 32 троллейбусной сети Эслингена-на-Неккаре.
В 1949 году планировалось провести троллейбусный маршрут в Вэльденброн, но маршрут так и не был проведён.
В 1951 году управление сетью, ранее осуществляемое компанией SSB, перенимает компания SVE, также номера Маршрутов 31 и 32 меняют на 1 и 2 соответственно, в Меттингене был построен поворотный круг для троллейбусов линии номер 2, маршрут которых в часы пик продлевался до Меттингена (в 1969 круг был удалён в процессе перестройки улицы).
В 1961 году была проложена троллейбусная сеть до района Лёрхенэкер, эксплуатируемый на ней маршрут получил название 1L.
С 1 апреля 1964 маршрут 1 был продлён до района Лёрхенэкер, а с 1969 года аналогично был продлён маршрут 2.

В 1973 году в ходе перестройки улицы на Cannstatter Straße появилась контактная сеть.

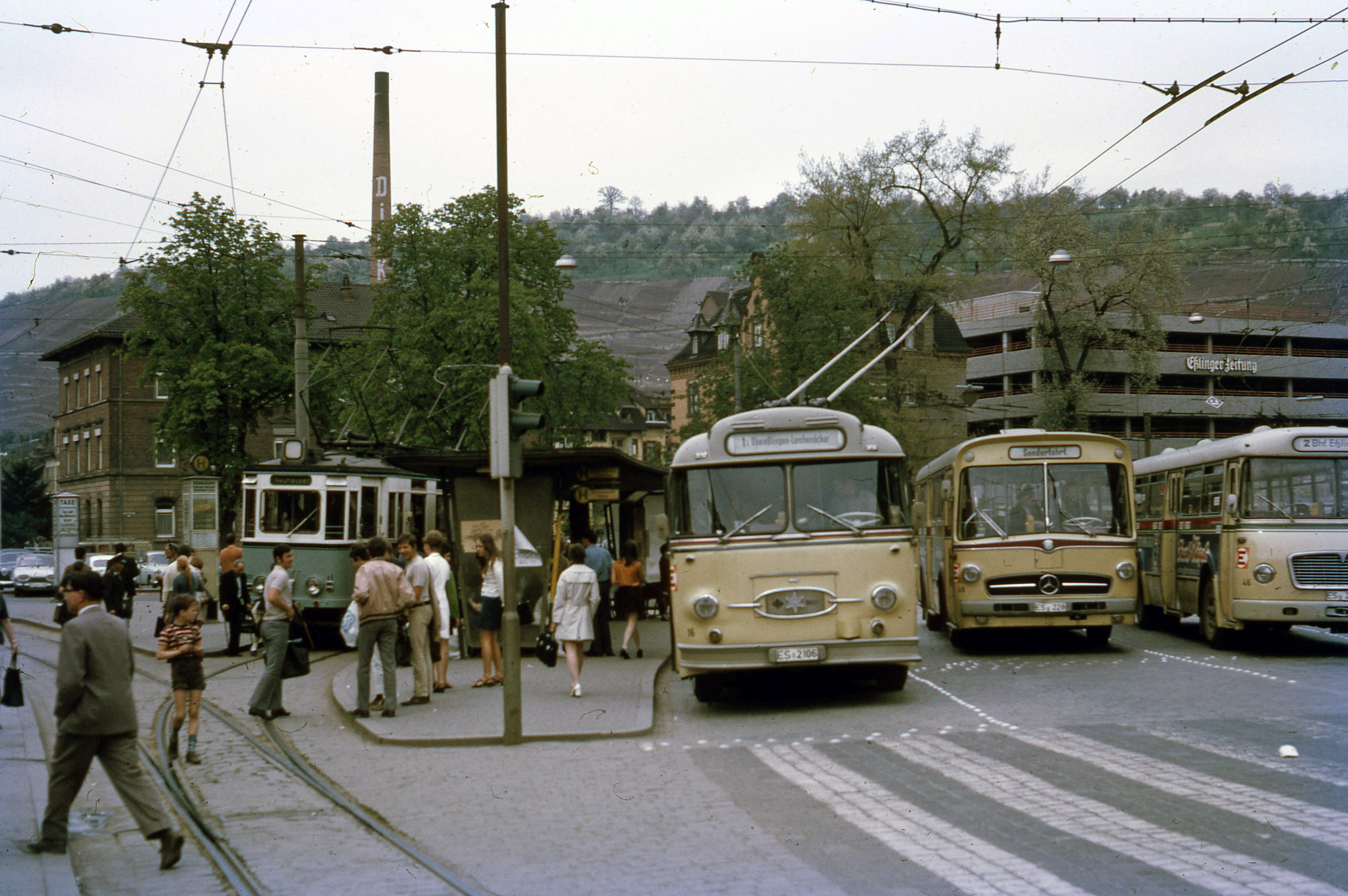
Привокзальная площадь станции Эслинген-ам-Неккар, 1970 год

В 1985 году все автобусные маршруты Эслингена были переименованы в связи с вступлением в транспортно-тарифную сеть Штутгарта VVS.
В марте 1987 года было открыто новое троллейбусное депо.
В 1990 году была проложена контактная сеть в Цолльберге  и Неллингене, после чего  маршруты 118, 119 и 120 стали троллейбусными (два последних заменены на автобусные в 2005 году, а с 2016 года оперируются компанией GR Omnibus GmbH).
С 2016 года на маршруте номер 113 введены в эксплуатацию троллейбусы с динамической подзарядкой.
На данный момент троллейбусными маршрутами являются:
101 (Станция Обертюркхайм - Эслинген-Меттинген - Вокзал Эслинген - Оберэслинген - Лёрхенэкер)
118 (Вокзал Эслинген - Цолльберг)
113 (Вокзал Эслинген - Цолльберг - Беркхайм)

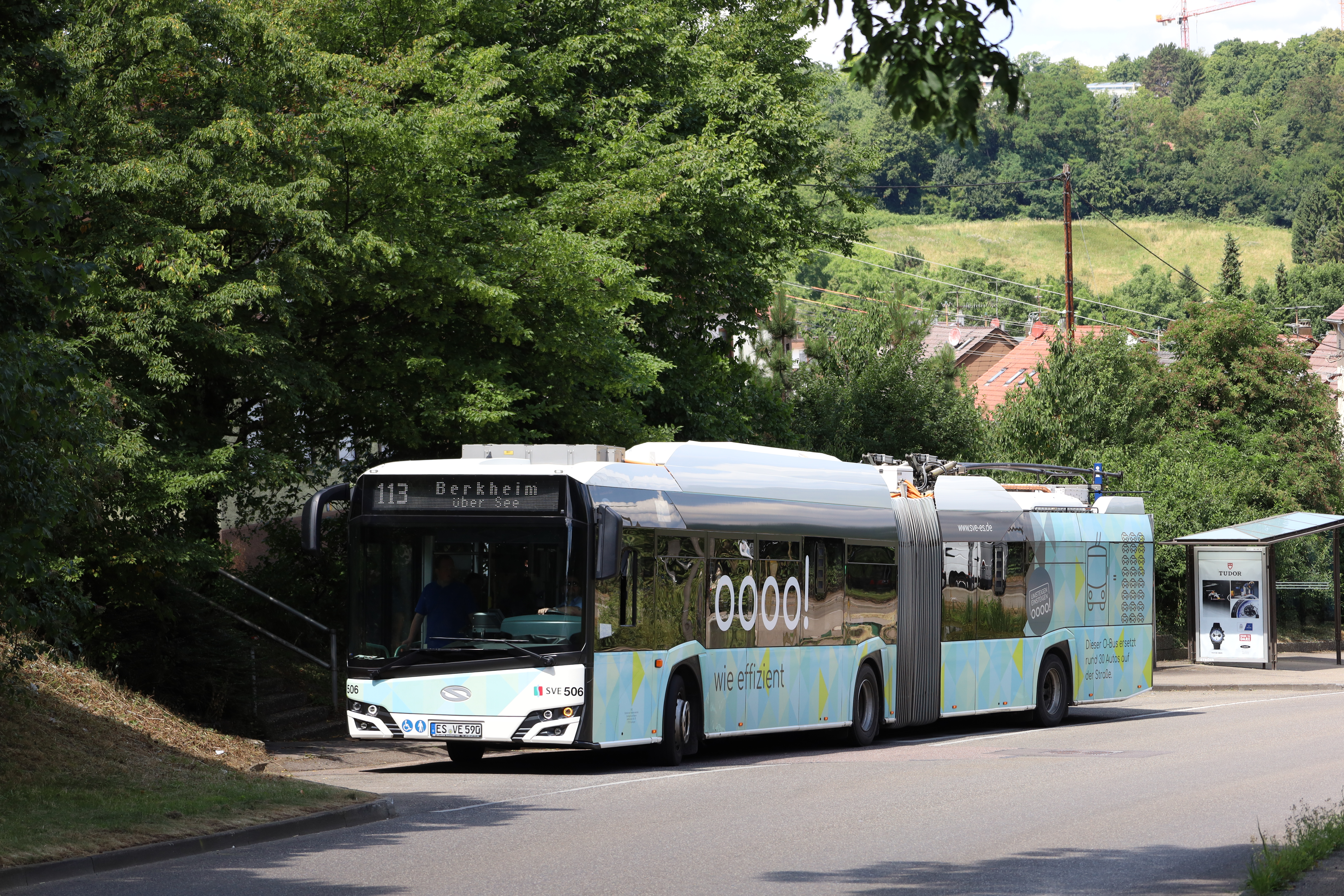
Solaris Trollino 18

На данный момент эксплуатируются 12 единиц подвижного состава, транспортные средства работают от постоянного тока 600 V.
| Модель                                      | Начало эксплуатации                                                                 | Статус   | Кол-во единиц ПС (на момент июля 2025) |
| ------------------------------------------- | ----------------------------------------------------------------------------------- | -------- | -------------------------------------- |
| Henschel 160 OSL/Kiepe                      | 1962 - 1986 как линейный (только №22) с 1987 по 2003 и с 2019 на музейных маршрутах | Музейный | 1                                      |
| Van Hool AG 300T                            | 2002 - 2019 как линейный с 06.2024 как музейный                                     | Музейный | 1                                      |
| Solaris Trollino III 18,75 Kiepe MetroStyle | с 2016                                                                              | Линейный | 4                                      |
| Solaris Trollino IV 18 Kiepe                | с 2019                                                                              | Линейный | 6                                      |

### Музейный маршрут

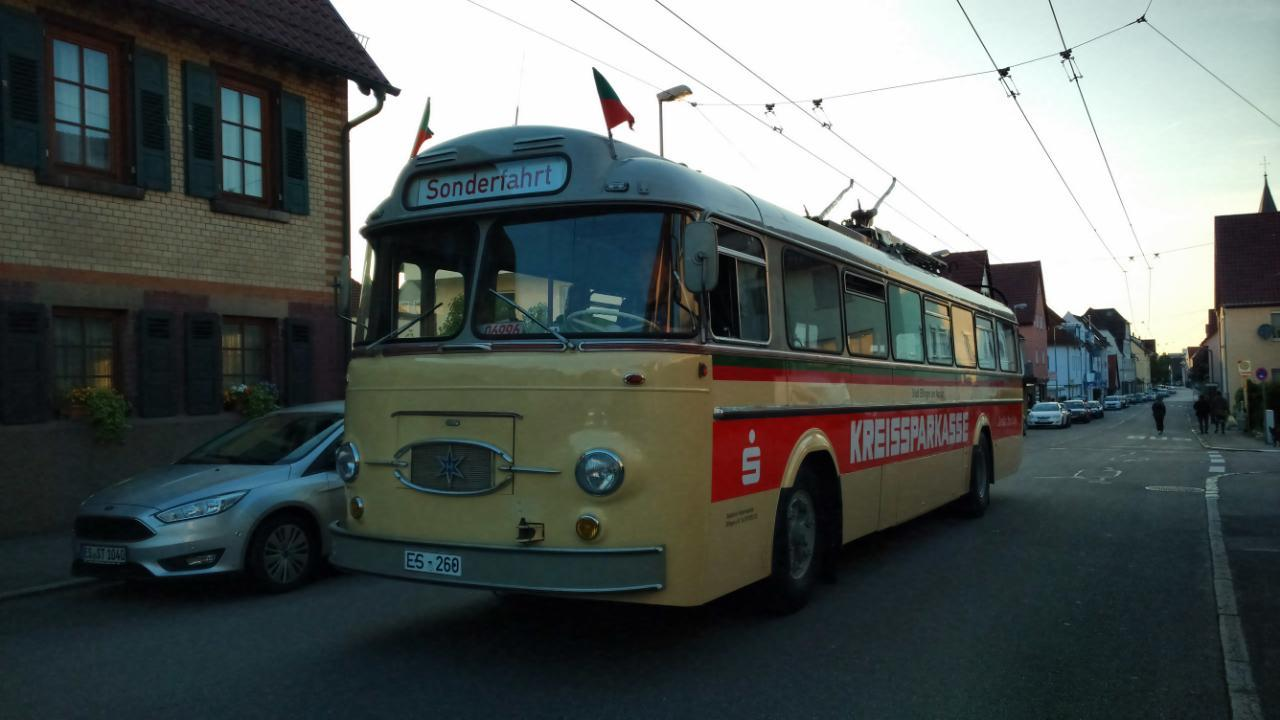
Раритетный троллейбус Henschel 160 в 2019 году

Каждое второе с начала месяца воскресение с Апреля по Октябрь, по маршруту 101 осуществляется движение винтажного троллейбуса Henschel 160 OSL/Kiepe под номером 22, выпущенного в 1962 году и проработавшем в городе в качестве линейного автобуса на протяжении 24 лет. Троллейбус был передан на реставрацию в 1990 году, после чего эксплуатировался на городских праздниках как музейный экспонат до 2003 года, после чего был передан на хранение в Бад Канштатт. С 2019 года участвует в регулярных маршрутах.
1. 1 2 3  Эслинген, троллейбус — Список подвижного состава. transphoto.ru. Дата обращения: 20 июля 2025.
2. 1 2 3 4 5  Fahrleitungsanlage (нем.). www.obus-es.de. Дата обращения: 20 июля 2025.
3. 1 2 3 4 5 6 7 8 9 10 11  Geschichte des Städtischen Verkehrsbetriebes Esslingen (нем.). www.obus-es.de. Дата обращения: 21 июля 2025.
4. 1 2 3 4  Beschreibung Museums-Obus 22 (нем.). www.obus-es.de. Дата обращения: 21 июля 2025.
5. ↑  Stuttgarter Historische Straßenbahnen e. V. (SHB) online: Hist. Obus Essling. (нем.). www.shb-ev.net. Дата обращения: 21 июля 2025.
6. ↑  Obus 22 am 07.07.01 (Esslinger Bürgerfest) (нем.). www.obus-es.de. Дата обращения: 21 июля 2025.